# Äquivalenztheorie
Die Äquivalenztheorie ist im Strafrecht eine Theorie zur Überprüfung der Kausalität einer Handlung in Bezug auf einen gegebenen Erfolg. 
Nach der Äquivalenztheorie beurteilt sich die Kausalität nach der Conditio-sine-qua-non-Formel: Ursächlich ist jede Bedingung, die nicht hinweggedacht werden kann, ohne dass der Erfolg in seiner konkreten Gestalt entfiele. Die Bezeichnung dieser Lehre rührt daher, dass nach dieser Definition jede noch so entfernte notwendige Bedingung als kausal für einen tatbestandlichen Erfolg angesehen wird und deshalb alle diese Bedingungen äquivalent sind, also „gleiches Gewicht“ haben.
Im Strafrecht ist die Kausalität ein Kriterium für die Erfüllung des objektiven Tatbestandes und somit für die Strafbarkeit einer Handlung. Nach der Äquivalenztheorie wird untersucht, ob ein Taterfolg durch eine Tathandlung herbeigeführt worden ist. Die Frage nach der Kausalität (ob eine Handlung den Erfolg herbei geführt hat) ist dabei von der Frage nach dem Kausalverlauf (wie die Handlung dem Erfolg zuzurechnen ist) abzugrenzen.

## Beispiele
Kausal im Sinne der Äquivalenztheorie ist somit beispielsweise:
- der Schuss auf einen Menschen für seinen Tod (sofern getroffen wurde),
- das Schütteln am Baum für das Herunterfallen der Äpfel,
- das Drücken des Lichtschalters für das Angehen der Lampe,

aber auch:
- die Geburt eines Kindes, das einmal einen Menschen umbringen wird, für den Tod dieses Menschen,
- die Geburt der Mutter dieses Kindes für den Tod des Menschen.

Kausalität im Sinne der Äquivalenztheorie ist also lediglich ein Indikator für die Erfüllung eines Tatbestandes, als Kriterium für eine Strafbarkeit jedoch nicht hinreichend. Nicht alle nach der Äquivalenztheorie als (Mit-)Ursache eines Erfolges festgestellten Bedingungen sollen zur Strafbarkeit des Verursachers führen. Deshalb wird zusätzlich auch die objektive Zurechenbarkeit eines konkreten Erfolges als einschränkendes Kriterium geprüft.